# Limnophila (Limnophila) dorrigana
Limnophila (Limnophila) dorrigana is een tweevleugelige uit de familie steltmuggen (Limoniidae). De soort komt voor in het Australaziatisch gebied.